# Polyphylla navarretei
Polyphylla navarretei är en skalbaggsart som beskrevs av Zidek 2006. Polyphylla navarretei ingår i släktet Polyphylla och familjen Melolonthidae. Inga underarter finns listade i Catalogue of Life.